# Odi a les entranyes
Odi a les entranyes (títol original en anglès: The Molly Maguires) és una pel·lícula estatunidenca de Martin Ritt, estrenada el 1970, amb Sean Connery i Richard Harris. El títol original fa referència al nom de la societat secreta irlandesa que va realitzar nombrosos sabotatges a les mines de Pennsilvània al Segle XIX, els Molly Maguires. El 1971 va estar nominada a l'Oscar a la millor direcció artística, per Tambi Larsen i Darrell Silvera. Aquesta pel·lícula ha estat doblada al català.

## Argument[3]
La pel·lícula explica com un detectiu s'infiltra en la societat secreta que lluita contra l'explotació dels miners pels propietaris de les mines, adaptació d'una novel·la d'Arthur H. Lewis. S'inspira en fets reals, i destaca el cap dels Mollies i la seva voluntat de justícia social.

## Repartiment
- Sean Connery: Jack Kehoe
- Richard Harris: Detectiu James McParlan
- Samantha Eggar: Miss Mary Raines
- Frank Finlay: Davies
- Anthony Zerbe: Tom Dougherty
- Bethel Leslie: Mrs. Kehoe
- Art Lund: Frazier

## Comentaris
La pel·lícula adopta un format sobri: el primer diàleg comença al minut 15 de la pel·lícula; el personatge de Sean Connery, present des dels primers minuts, no diu una paraula abans del minut 40. L'explotació dels miners (adults i nens) pels propietaris de les mines, sense tenir en compte la seva seguretat i de la seva salut, és filmada com si fos la causa del terrorisme obrer, aquesta llarga posada en escena sense diàlegs fa evident la revolta futura dels obrers. El personatge més aconseguit de la pel·lícula és l'interpretat per Harris, encisador, vividor, i ple d'ambigüitats: barreja immoralitat individual i revolta social.
La pel·lícula, que no deixa cap esperança anunciant la derrota dels rebels, és un fracàs comercial: el seu pressupost d'11 milions de dòlars només és cobert en un 10%. La música de la pel·lícula és composta per Henry Mancini (La Pantera Rosa, Charade...), en substitució de la música prevista en un principi, escrita per Charles Strouse. Mancini fa un ampli ús de la música modal irlandesa, utilitzant els instruments tradicionals: arpa irlandesa, flauta irlandesa i squeezebox.

## Al voltant de la pel·lícula
La pel·lícula ha estat gairebé completament rodada a Eckley, Pennsilvània, una antiga ciutat minera abandonada. El rodatge ha salvat la ciutat de la ruïna completa: després del rodatge, és lliurada a la  Pennsylvanian Historical and Museum Comission , que en fa un museu. Algunes escenes han estat rodades a Jim Thorpe.
Una còpia nova de la pel·lícula ha estat presentada al festival de Cannes el 2009 en el marc de Cannes Classics.